# Kompleks startowy 41 na Przylądku Canaveral
Kompleks startowy 41 (ang. Space Launch Complex 41) – platforma startowa znajdująca się na Cape Canaveral Space Force Station. Od 2024 roku platforma ta jest używana przez United Launch Alliance podczas startów rakiet Atlas V i Vulcan Centaur. Wcześniej był używany przez Siły Kosmiczne Stanów Zjednoczonych do startów rakiet z rodziny Titan.

## Atlas V
Po ostatnim wystrzeleniu rakiety Titan IV stanowisko startowe zostało odnowione, aby umożliwić starty rakiet Atlas V należących do United Launch Alliance. Kompleks startowy 41 był miejscem pierwszego lotu rakiety Atlas V, który odbył się 21 sierpnia 2002 roku, podczas którego w przestrzeń kosmiczną wyniesiono geostacjonarnego sztucznego satelitę Eutelsat 70D.

### Załogowe loty kosmiczne
We wrześniu 2015 roku rozpoczęto prace nad modyfikacją stanowiska startowego z Kompleksu startowego 41, które miałoby zostać dostosowane do załogowych lotów kosmicznych statku kosmicznego Starliner. Modyfikacje miały na celu dodanie serwisowej wieży, która zapewnia dostęp do statku Starliner.

## Historia

### Titan III
Stanowiska startowe dla rakiet Titan III w  Cape Canaveral Space Force Station zostały zbudowane w ramach Integrate-Transfer-Launch, mającego na celu umożliwienie jak najszybszego startu. Stanowiskami startowymi dla rakiet Titan III były Space Launch Complex 40 i Space Launch Complex 41. Budowa wszystkich stanowisk została ukończona w 1964 roku, a 21 grudnia 1965 roku z kompleksu startowego 41 wystrzelono po raz pierwszy rakietę Titan IIIC.

### Titan IV
W 1986 roku mobilna wieża serwisowa została rozebrana oraz następnie została odnowiona i zmodyfikowana w celu przygotowania kompleksu startowego 41 pod starty rakiet Titan IV.
Ostatni start rakiety Titan IV z kompleksu startowego 41 miał miejsce 9 kwietnia 1999 roku.